# James E. G. Zetzel
James Eric Guttman Zetzel (* 26. März 1947 in London) ist ein US-amerikanischer Klassischer Philologe (Latinist).

## Leben
Zetzel ist der Sohn der Elizabeth Rosenberg Zetzel, einer Psychoanalytikerin, die in Boston lebte, und des Psychiaters Eric Guttman, der in London zuhause war. Nach dem Studium an der Harvard University und dem Institute of Classical Studies der University of London wurde er 1973 mit einer Dissertation über Latin Textual Criticism in Antiquity promoviert. Nach kurzer Zeit an der Brown University (1974/1975 Visiting Assistent Professor) wurde er 1975 Assistant Professor an der Princeton University, 1981 dort Associate Professor. Seit 1986 lehrte Zetzel als Professor of Classics an der Columbia University in New York. Seit 2008 ist er dort Anthon Professor of the Latin Language and Literature.
Er war Mitglied des Editorial board der Classical Philology und der Bryn Mawr Classical Review; von 1983 bis 1986 war er Herausgeber der Transactions of the American Philological Association.
Seit Mai 2013 ist er mit Katharina Volk verheiratet, die ebenfalls an der Columbia University forscht und lehrt.

## Forschungsschwerpunkte
Zetzel arbeitet zur lateinischen Literatur des ersten Jahrhunderts v. Chr., insbesondere zu Cicero, Catull, Horaz, Vergil und Properz, zur politischen Philosophie der Antike, zur Gelehrsamkeit und zum intellektuellen Leben in Rom sowie zur Geschichte der Klassischen Philologie. Spezielle Untersuchungen widmete er der Textkritik in Rom und antiken Fälschungen sowie der Aneignung griechischer Literatur in Ciceros Rom. Er hat Artikel zu Catull, Horaz und Properz zu den entsprechenden Bänden der Oxford Readings in Classical Studies und Artikel zu den Cambridge Companions zu Cicero und Vergil beigetragen.

## Auszeichnungen
Zetzel hatte Research fellowships des American Council of Learned Societies, des National Endowment for the Humanities und der John Simon Guggenheim Foundation inne.

## Schriften (Auswahl)
Monographien
- Latin Textual Criticism in Antiquity. Arno Press, New York 1981; Nachdruck Ayer Co., Salem, N.H. 1984.
- Marginal Scholarship and Textual Deviance: The Commentum Cornuti and the early scholia on Persius (= Bulletin of the Institute of Classical Studies Supplement Bd. 84). London 2005.
- Critics, Compilers, and Commentators. An Introduction to Roman Philology, 200 BCE–800 CE. Oxford University Press, New York 2018, ISBN 978-0-19-538051-4; ISBN 978-0-19-538052-1.
- The lost republic. Cicero’s „De oratore“ and „De re publica“. Oxford University Press, New York 2022, ISBN 978-0-19-762609-2. – Rezension von Jakob Wisse, Bryn Mawr Classical Review 2024.01.09

Texteditionen und Übersetzungen
- Cicero: Ten Speeches, translated with notes and introduction. Hackett, 2009.
- mit Wendell Vernon Clausen (Hrsg.): Commentum Cornuti in Persium recognoverunt et adnotatione critica instruxerunt. Saur Verlag, Leipzig 2004.
- Cicero: On the Commonwealth and On the Laws, translated with notes and introduction (Cambridge Texts in the History of Political Thought). Cambridge UP, Cambridge 1999.
- Cicero, De re publica: selections (Cambridge Greek and Latin Classics), Cambridge UP, Cambridge 1995

Mitherausgeberschaft
- F. A. Wolf, Prolegomena to Homer, translated with an introduction and notes by A. T. Grafton, G. W. Most, and J. E. G. Zetzel (Princeton University Press, 1986; corrected paperback reprint, 1989)

Artikel
- The Bride of Mercury: A Tale of Two Sisters. Confessions of a Pataphilologist, in: World Philology, ed. Sheldon Pollock et al. (Harvard)
- Philosophy is in the Streets, in: K. Volk and Williams, eds., Latin Philosophy.
- Political Philosophy, in: Cambridge Companion to Cicero, ed. C. Steel (Cambridge, 2013), S. 181–195
- A Contract on Ameria: Law and Legality in Cicero’s Pro Roscio Amerino, in: American Journal of Philology 134 (2013)
- ‘Arouse the Dead’: Mai, Leopardi and Cicero’s Commonwealth in Restoration Italy, in: Reception and the Classics, ed. W. Brockliss et al. = Yale Classical Studies 36 (Cambridge, 2011), S. 19–44.
- The Influence of Cicero on Ennius, in: Ennius Perennis, ed. E. Gowers and W. Fitzgerald (Cambridge Philological Society, Supplement 31, 2007), S. 1–16.